# Bashkia e Roskovecit
Bashkia e Roskovecit är en kommun i Albanien.   Den ligger i prefekturen Qarku i Fierit, i den centrala delen av landet, 60 kilometer söder om huvudstaden Tirana.
Trakten runt Bashkia e Roskovecit består till största delen av jordbruksmark.  Runt Bashkia e Roskovecit är det ganska tätbefolkat, med 199 invånare per kvadratkilometer.